# Stempel (biuro)

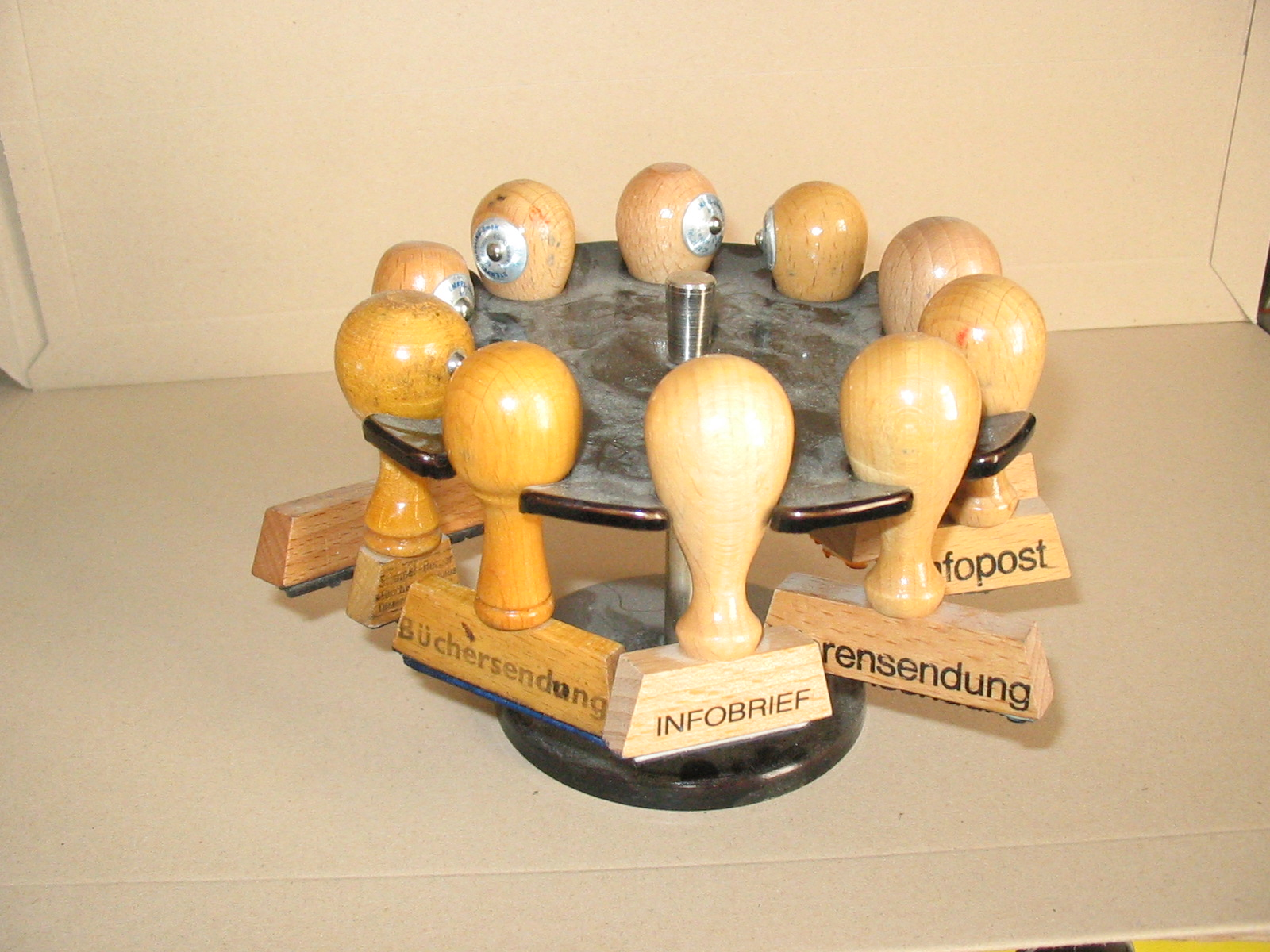
zestaw klasycznych stempli biurowych w specjalnym wieszaku

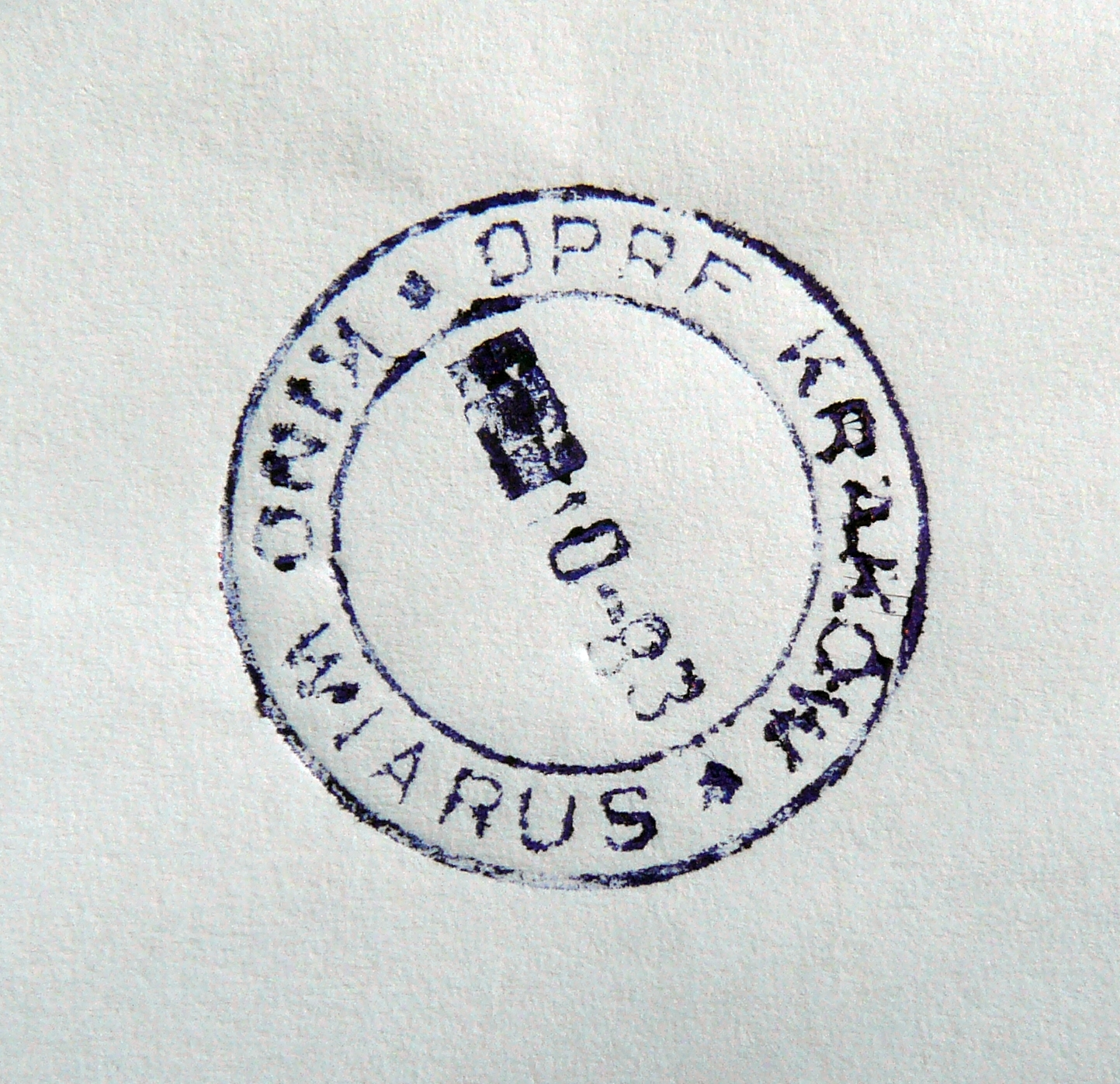
Odcisk stempla metalowego

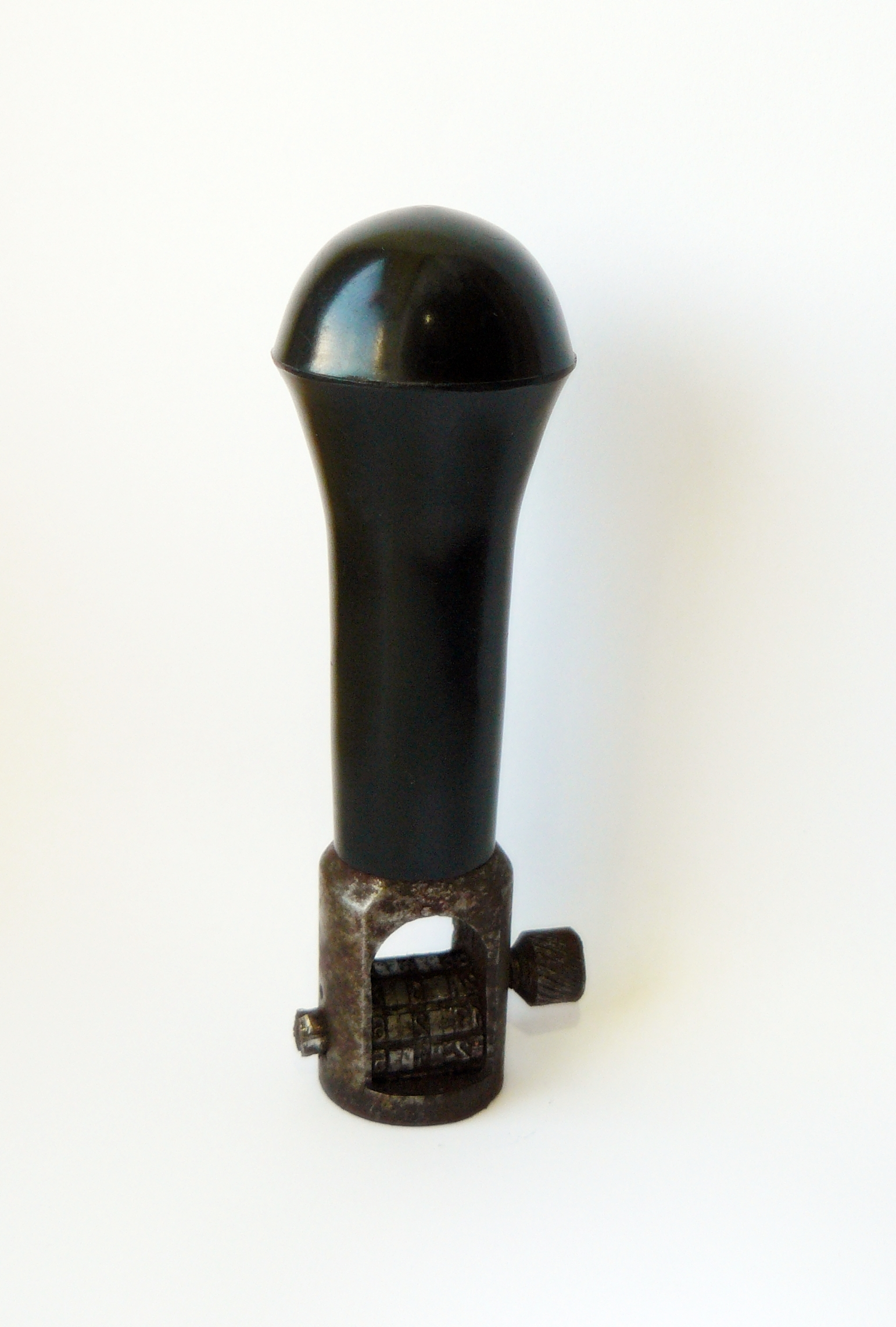
Stempel, metalowy

Stempel (niem. Stempel) – przyrząd do odciskania znaków lub pieczęci.
urządzenie służące do odciskania określonego wzoru na papierze. Odciskanie to odbywa się na podobnej zasadzie jak odbijanie czcionki technologią druku wypukłego, lecz w wypadku stempli czynność tę wykonuje się ręcznie. Stemple używane są np. na poczcie i w innych instytucjach, gdzie służą do oznaczania przesyłek czy dokumentów stosownym symbolem lub datą (służą do tego datowniki). Stemplami z metalu także wykonuje się odciski pieczęci lakowej.